# Ion Bog
Ion Bog (Oravicabánya, 1942. szeptember 16. – Bukarest, 1976. január 21.) román színész.

## Filmjei
- A járvány (szín., magyar játékf., 1975) Pauk Mihály
- Evadarea (szín., román háborús filmdráma, 1975)
- Ámokfutás (szín., magyar játékf., 1974) Magányos fiatalember
- Hajdúk (szín., magyar játékf., 1974) Nagy Balázs
- Ultimul cartuş (1973)
- Egy kis hely a nap alatt (1973) Verebes, tanársegéd
- Utazás Jakabbal (szín., magyar játékf., 1972) Jakab
- Razbunarea (1972)
- Vin cicliştii (1968)